# Zahnbehandlungsphobie
Die Zahnbehandlungsphobie, auch Dentalphobie, Dentophobie, Oralphobie oder Odontophobie genannt, ist eine spezifische Phobie. Die übersteigerte Angst führt fast immer zu einer jahrelangen Vermeidung zahnärztlicher Behandlungen und wird von der nicht krankhaften Zahnbehandlungsangst unterschieden.

## Ursachen
Häufige, aber nicht alleinige Ursache der Zahnbehandlungsphobie sind negative Erfahrungen. Die erlernten Ängste können sich gegen bestimmte Aspekte der Zahnbehandlung richten, zum Beispiel eine Spritzenangst, oder als generalisierte Angst gegen den gesamten Vorgang der zahnärztlichen Behandlung.

## Prävalenz
Groß angelegte Studien über die Häufigkeit der auch sozialmedizinisch bedeutsamen Störung fehlen. Schätzungen zufolge sollen etwa fünf bis zehn Prozent der Bevölkerung westlicher Staaten betroffen sein. Zum Verhältnis von „spezifischer Phobie“ und „einfacher Angst“ wird in einer Studie 2002 über 70 aufeinanderfolgende Patienten am Center for Odontophobia der Universität Bergen in Norwegen berichtet, von denen 33 (47 %) die Diagnosekriterien für eine Odontophobie erfüllten, 24 (33 %) nur schwerwiegende Ängste aufwiesen, während der Rest Mehrfachdiagnosen nach DSM-IV erhielt.

## Vorbeugung und Therapie
Phobie als Behandlungserschwernis lässt schon bei der Praxiseinrichtung Wert auf eine entsprechende, angstmindernde Atmosphäre legen. Für die Diagnostik der Angst gibt es standardisierte Fragebögen, die in Praxen mit diesem Behandlungsschwerpunkt zum Einsatz kommen. Dort werden die Patienten nach einem wissenschaftlichen Therapieplan behandelt. 
Bei sehr hohen Angstwerten empfiehlt sich ein interdisziplinärer Therapieansatz von Zahnarzt und Psychotherapeut, da die Therapie der ersten Wahl die kognitive Verhaltenstherapie mit Exposition darstellt. Die Traumatherapiemethode der Eye Movement Desensitization and Reprocessing (EMDR) stellt den Therapieansatz der zweiten Wahl dar. Für eine Akuttherapie in Notfallsituationen, wenn die Therapie der ersten Wahl nicht zur Verfügung steht, ist der Einsatz eines oralen Benzodiazepins (z. B. Midazolam) vor der Zahnbehandlung als Therapiemittel ersten Wahl möglich. Als Alternative zu den oralen Benzodiazepinen kann Lachgas eingesetzt werden (Therapie der zweiten Wahl). Eine Indikation für den Einsatz einer Vollnarkose ist nur in limitierten Ausnahmefällen gegeben (Therapiemittel der dritten Wahl). Durch eine Behandlung in Vollnarkose kann eine Phobie nicht geheilt werden. Eine spezielle Schulung der Zahnärzte in der Behandlung phobischer Patienten führen die Deutsche Gesellschaft für Zahn-, Mund- und Kieferheilkunde (DGZMK) oder das Institut für psychosomatische Zahnmedizin durch.

## Kostenübernahme
Die Zahnbehandlungsphobie ist als psychische Krankheit anerkannt (ICD-10 GM 2006 F40.2), deshalb übernehmen die Krankenkassen die Kosten für eine Psychotherapie bei einem Vertragspsychotherapeuten oder Vertragsarzt mit entsprechender Zusatzausbildung. Ein Zahnarzt darf nur bei gleichzeitiger Approbation als entsprechend ausgebildeter Arzt psychotherapeutischen Leistungen zu Lasten der Krankenkassen erbringen.